# Matías Cagigas
Cagigas  Amedo est un nom espagnol. Le premier nom de famille, en général paternel, est Cagigas ; le second, en général maternel, souvent omis, est Amedo.
Matías Cagigas Amedo, né le 2 mars 1974 à Bilbao,, est un coureur cycliste espagnol.

## Biographie
Professionnel en 1998 et en 1999, il s'est imposé sur une édition du Tour du Portugal de l'Avenir. Il a également remporté une étape du Circuito Montañés en 1996 et diverses courses amateurs au Pays basque. Sa sœur María a elle aussi été coureuse cycliste. 
Désormais retiré des compétitions, il exerce le métier de policier dans les environs de Santander.

## Palmarès

### Par année
- 1996
  - 5e étape du Circuito Montañés
  - 2e de Bayonne-Pampelune
  - 3e de la Clásica de Lasarte Oria
- 1997
  - Tour du Portugal de l'Avenir
  - Trofeo Ayuntamiento de Huarte
  - 3e du Mémorial Rodríguez Inguanzo
- 2000
  - Gran Premio San Bartolomé
  - Dorletako Ama Saria
  - Sari Nagusia Gatzaga
  - 3e du Tour de la Communauté aragonaise

### Résultats sur les grands tours

#### Tour d'Espagne
2 participations
- 1998 : 93e
- 1999 : 92e